# یوجین بلوک
یوجین بلوک (۱۰ ژوئن 1878 – ۱۹۴۴) یک فیزیکدان و استاد فرانسوی در مدرسه عالی نرمال و در دانشکده علوم دانشگاه پاریس بود.

## انتشارات
- Théorie cinétique des gaz، آرژانتین آرماند کالین ۱۹۲۱.
- Phénomènes Thermoioniques، éditions du Journal de Physique 1921.
- Enregistrement des signaux de TSF، ۱۹۲۱.
- L'ancienne et la nouvelle théorie des quanta، éditions Hermann، ۱۹۳۰.